# Tower of Terror (Tokyo DisneySea)
De Tower of Terror is een attractie in het attractiepark Tokyo DisneySea. Het is een vrije val die zich afspeelt in het hotel van malafide kunstverzamelaar Harrison Hightower III, alwaar Hightower III zelf plotseling verdween na een ongeluk in de liften van het hotel. Het concept van de attractie (een hotellift als vrijevalattractie) is gebaseerd op dat van The Twilight Zone Tower of Terror in enkele andere attractieparken van Disney, maar speelt zich af binnen een andere setting.

## Opzet

### Achtergrondverhaal
Het achtergrondverhaal van de attractie speelt zich af rondom de malafide kunstverzamelaar Harrison Hightower III, die de wereld rondreist om kunstvoorwerpen te verzamelen. Het verkrijgen van deze kunstwerken gaat niet geheel legaal: hij berooft en steelt deze kunstvoorwerpen van verschillende inheemse stammen, om ze vervolgens protserig tentoon te kunnen stellen in zijn eigen hotel in New York: Hotel Hightower. Op zijn laatste expeditie heeft hij een godenbeeldje van een Afrikaanse stam ontvreemd. Dit beeldje heeft de naam Shiriki Utundu. Tijdens een persconferentie over deze laatste aanwinst op nieuwjaarsdag 1899 schept Hightower III op over de woedende Afrikaanse stam, die zwoer dat het godenbeeldje hem op een dag zou vervloeken. Hightower III spot met deze zogezegde vervloekingen. Als hij zich na de persconferentie terug wil trekken in zijn privévertrekken boven in het hotel en hem voor de zoveelste keer gevraagd wordt of hij geen schrik heeft voor de vloek, bespot hij het beeldje door zijn sigaar uit te drukken op het hoofd van het beeldje. Daarna neemt hij de lift naar zijn privévertrekken. Tijdens deze rit slaat er echter een groene bliksem in de lift, waardoor deze lift neerstort. Als de lift wordt opengebroken, liggen op de bodem enkel nog de hoed van Hightower III en Shiriki Utundu. Hightower III zelf is spoorloos verdwenen. Het hotel wordt vanaf dan door de menigte als "vervloekt" bestempeld.
Als het hotel enkele jaren later op de planning staat om gesloopt te worden, komt de New York Preservation Society in actie. Om te voorkomen dat het hotel gesloopt wordt, laten ze het omdopen tot New York City Landmark en beginnen ze met het organiseren van rondleidingen door het gebouw. Deze rondleidingen vormen de aanleiding voor gasten die de attractie bezoeken: zij vervullen de rol van toeristen van zulke rondleidingen.
Het personage Harrison Hightower is qua uiterlijk gebaseerd op Disney-ontwerper Joe Rohde. Ook diverse sculpturen op het exterieur zijn gebaseerd op hem.

### Attractie
De Tower of Terror is te vinden in het themagebied American Waterfront. Het gebouw, het Hightower Hotel, is vormgegeven in Moorish Revival-stijl. Op de luifel van het hotel sieren de woorden "Hightower Hotel," waar door middel van glasvezelverlichting met enige regelmaat de woorden Tower of Terror doorheen verschijnen. Gasten betreden de attractie via de wachtrij, die vrijwel meteen de lobby van het hotel in gaat. De lobby staat vol kunstvoorwerpen en artefacten, en wordt gesierd door enkele muurschilderingen van de expedities van Hightower III. De publieke liften van hotel zien er gehavend uit; ervoor staat een bordje met "Out of order." Gasten worden vervolgens opgesplitst in twee rijen: ofwel naar links, ofwel naar rechts. Beide wachtrijen komen uit bij een bibliotheek, met een groot glas-in-loodraam van Hightower III en op een pilaar het godenbeeldje Shiriki Utundu. Aldaar zet een medewerker van de New York Preservation Society een grammofoonspeler aan, waarna de laatste persconferentie van Hightower III wordt afgespeeld. Dan wordt het glas-in-loodraam getroffen door een groene flits, waardoor het beeld van een trotse Hightower III verandert in een angstige Hightower III met Shiriki Utundu in zijn armen. Vergezeld door de stem van Hightower III, die de gasten waarschuwt om weg te gaan vanwege de vloek van Shiriki Utundu, is op het glas-in-loodraam te zien hoe Hightower III de lift instapt, met de lift naar de top van het hotel gaat en vervolgens wordt getroffen door een groene flits. De lift zakt daarna met een rotvaart naar beneden, waarna het glas aan de onderzijde van het raam kapotspringt. Via de ontstane barsten springt het groene licht uit het venster op het beeldje van Shiriki Utundu. Dit beeldje begint met zijn groen oplichtende ogen te rollen, begint gemeen te grijzen en lost plots op in het niets. Vervolgens vraagt de medewerker van de New York Preservation Society of gasten verder op de tour willen gaan, om via de nog werkende dienstliften naar de privévertrekken van Hightower III te gaan.
Als gasten zijn ingestapt en de liftdeuren zich sluiten, verplaatst de lift zich naar achteren. De instapruimte lost zich op in een sterrenhemel, waarin plots twee groene ogen oplichten en een gemeen lachje klinkt. Dan stijgt de lift een aantal verdiepingen. Daar openen de deuren zich, en is er uitzicht op een hotelgang met op een standaard het beeldje van Shiriki Utundu. Plots verschijnt de geest van Hightower III naast het beeldje, maar hij wordt getroffen door een groene bliksem en wordt een liftschacht ingezogen, waarna vervolgens de hele gang oplost in een sterrenhemel. Het beeldje van Shiriki Utundu lost niet op, maar draait zich tot de gasten. Daarna sluiten de liftdeuren zich weer, waarna de lift weer een aantal verdiepingen stijgt. Als de deuren zich ook op een andere verdieping openen, is er uitzicht op een hotelgang met een grote horizontale spiegel, waarin gasten zichzelf kunnen zien. Als er een wind door de verdieping waait vervaagt het spiegelbeeld van de gasten naar een aantal spookachtige, groene verschijningen, waarna ook deze verschijningen zich oplossen in het niets. Plots verschijnt Shiriki Utundu in de spiegel, die daarna de lift van de gasten in lijkt te vliegen. Daarna wordt het vrijevalprogramma van de attractie in werking gezet - door randomisatie van een aantal vrijevalprogramma's is dit programma elke keer anders. Tijdens dit programma wordt boven in de toren een attractiefoto genomen van de lift.
Als het vrijevalprogramma voorbij is, daalt de lift tot het niveau van een opstapstation en rijdt deze vooruit terug naar de liftdeuren. Gasten kunnen dan uit de lift stappen, waarna ze de attractie langs de attractiefotoschermen en via de souvenirwinkel verlaten.

## Afbeeldingen

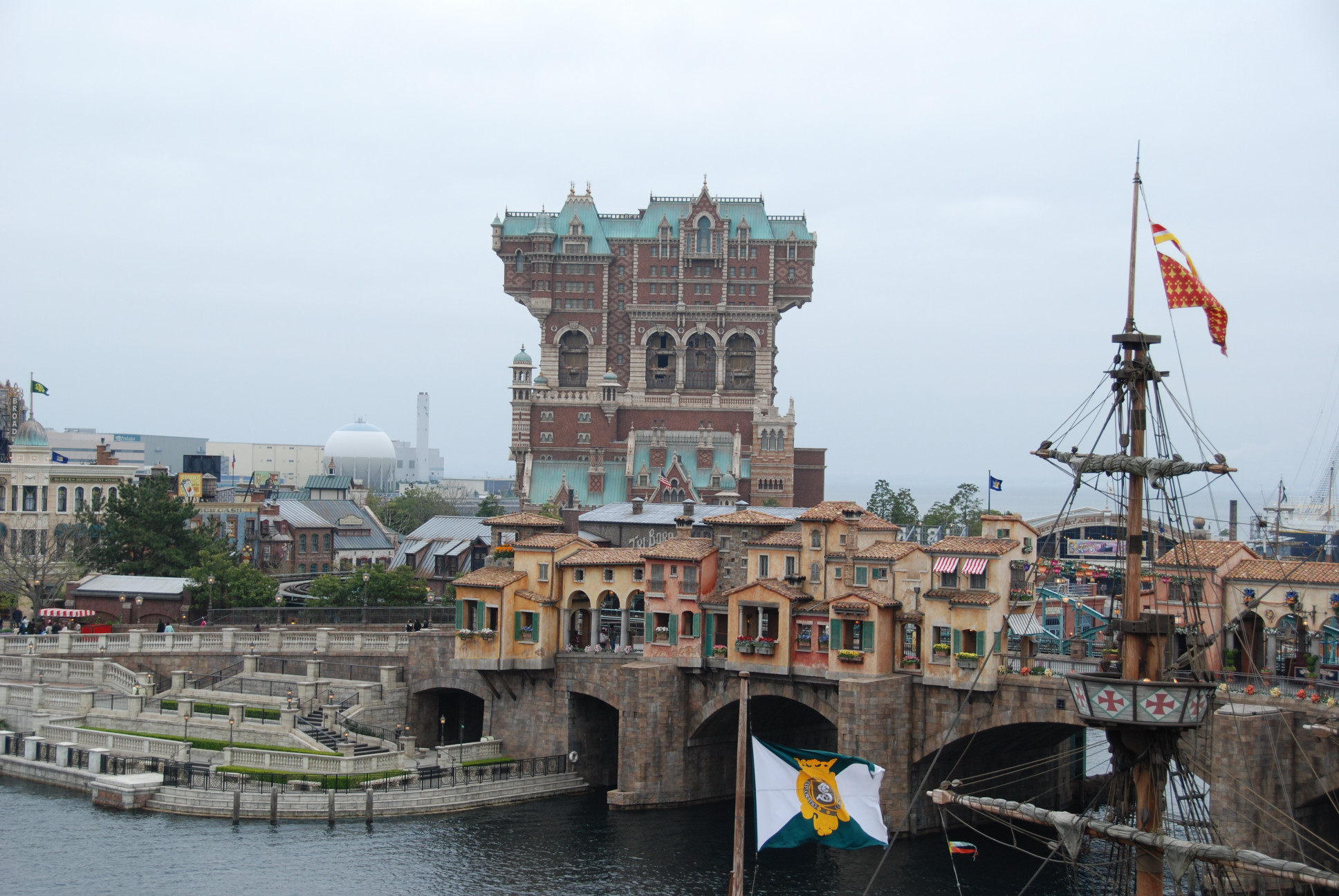
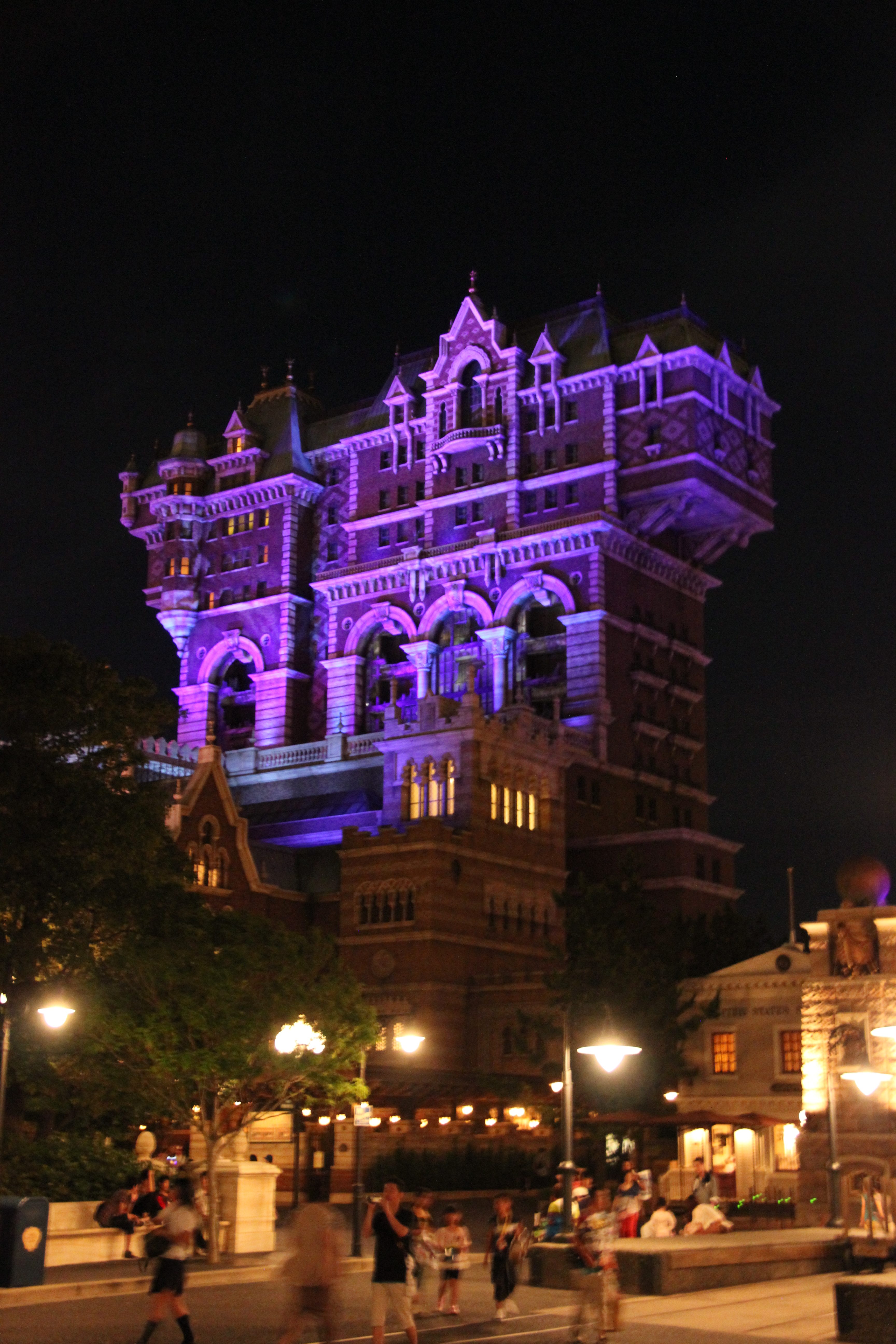
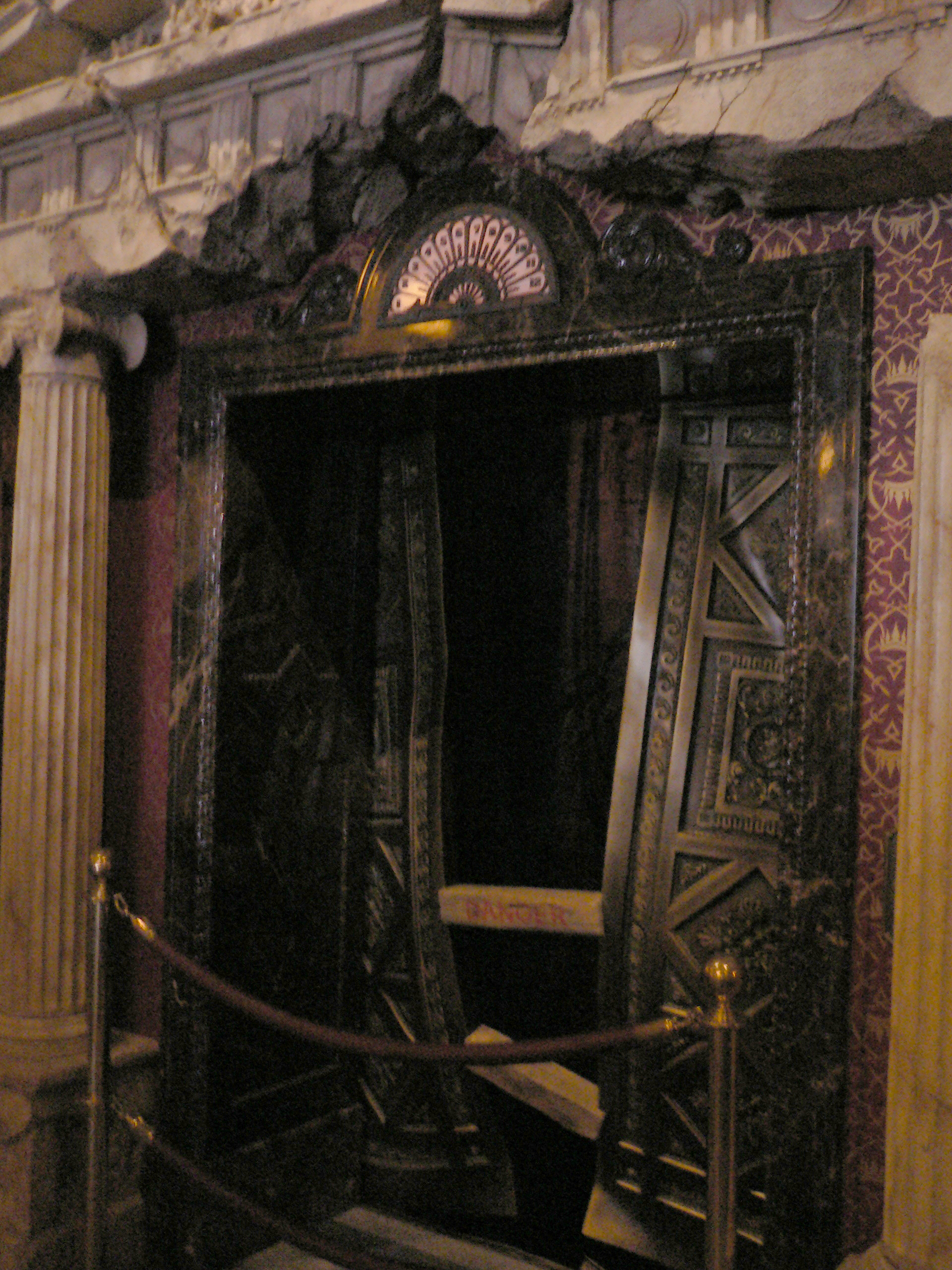

Tokyo Disney Resort · Lijst van attracties in Tokyo DisneySea · afbeeldingen